# Mesochorus fuscicornis
Mesochorus fuscicornis là một loài tò vò trong họ Ichneumonidae.